# Crocidura palawanensis
Crocidura palawanensis är en däggdjursart som beskrevs av Taylor 1934. Crocidura palawanensis ingår i släktet Crocidura och familjen näbbmöss. IUCN kategoriserar arten globalt som livskraftig. Inga underarter finns listade i Catalogue of Life.
Denna näbbmus förekommer på Palawan och på mindre öar i västra Filippinerna. Den lever i låglandet och i bergstrakter upp till 3000 meter över havet. Arten vistas i olika slags skogar samt i buskskogar. Den har förmåga att anpassa sig till människans landskapsförändringar.